# Walter Montoya
Walter Iván Alexis Montoya (Machagai, 21 luglio 1993) è un calciatore argentino, centrocampista, del Defensor Sporting.

## Caratteristiche tecniche
Gioca prevalentemente come centrocampista centrale, ma può essere impiegato anche come centrocampista di destra o all'occorrenza come trequartista, forte fisicamente possiede buona tecnica e buona abilità nel recuperare palla.

## Carriera

### Club

#### Rosario Central
Cresciuto nelle giovanili del Rosario Central, esordisce in prima squadra il 12 ottobre 2014, quando gioca da titolare la sfida persa per 2-1 contro il Boca Juniors.

#### Siviglia
Il 27 gennaio 2017 viene acquistato a titolo definitivo per 5,5 milioni di euro dal Siviglia, con cui si lega fino al giugno 2021.

#### Cruz Azul
Il 23 dicembre 2017 viene acquistato dai messicani del Cruz Azul per circa 5,5 milioni di euro.
Il 6 gennaio 2019 viene acquistato in prestito dal Grêmio per circa 265.000 euro.
L'8 luglio 2019, dopo essere rientrato al Cruz Azul, viene girato in prestito al Racing Club fino al 31 dicembre 2020.

## Statistiche

### Presenze e reti nei club
Statistiche aggiornate al 22 agosto 2017.
| Stagione               | Squadra                | Campionato             | Campionato | Campionato | Coppe nazionali | Coppe nazionali | Coppe nazionali | Coppe continentali | Coppe continentali | Coppe continentali | Altre coppe | Altre coppe | Altre coppe | Totale | Totale |
| Stagione               | Squadra                | Comp                   | Pres       | Reti       | Comp            | Pres            | Reti            | Comp               | Pres               | Reti               | Comp        | Pres        | Reti        | Pres   | Reti   |
| ---------------------- | ---------------------- | ---------------------- | ---------- | ---------- | --------------- | --------------- | --------------- | ------------------ | ------------------ | ------------------ | ----------- | ----------- | ----------- | ------ | ------ |
| 2014                   | Rosario Central        | PD                     | 8          | 0          | CA              | 0               | 0               | CS                 | 1                  | 0                  | -           | -           | -           | 9      | 0      |
| 2015                   | Rosario Central        | PD                     | 18         | 1          | CA              | 6               | 1               | -                  | -                  | -                  | -           | -           | -           | 24     | 2      |
| 2016                   | Rosario Central        | PD                     | 12         | 0          | CA              | 0               | 0               | CL                 | 8                  | 1                  | -           | -           | -           | 20     | 1      |
| 2016-2017              | Rosario Central        | PD                     | 8          | 2          | CA              | 6               | 2               | -                  | -                  | -                  | -           | -           | -           | 14     | 4      |
| Totale Rosario Central | Totale Rosario Central | Totale Rosario Central | 46         | 3          |                 | 12              | 3               |                    | 9                  | 1                  |             | -           | -           | 67     | 7      |
| gen.-giu. 2017         | Siviglia               | PD                     | 4          | 0          | CR              | 0               | 0               | UCL                | 0                  | 0                  | -           | -           | -           | 4      | 0      |
| 2017-2018              | Siviglia               | PD                     | 0          | 0          | CR              | 0               | 0               | UCL                | 2                  | 0                  | -           | -           | -           | 2      | 0      |
| Totale Siviglia        | Totale Siviglia        | Totale Siviglia        | 4          | 0          |                 | 0               | 0               |                    | 2                  | 0                  |             | -           | -           | 6      | 0      |
| Totale carriera        | Totale carriera        | Totale carriera        | 50         | 3          |                 | 12              | 3               |                    | 11                 | 1                  |             | -           | -           | 73     | 7      |

## Palmarès

### Club

#### Competizioni nazionali
- Primera B Nacional: 1

Rosario Central: 2012-2013
- Trofeo de Campeones de la Superliga Argentina: 1

Racing Club: 2019
- Copa de la Liga Profesional: 1

Rosario Central: 2023
- Copa Uruguay: 1

Defensor Sporting: 2024

### Individuale
- Squadra della stagione della CONCACAF Champions League: 1

2021